# Sint-Martinuskerk (Cochem)
De Sint-Martinuskerk (Duits: St. Martin) is een rooms-katholieke kerk in de Duitse stad Cochem, gelegen aan de Moselpromenade. De kerk behoort tot het het bisdom Trier.

## Geschiedenis
De kerk werd in de jaren 1456-1503 gebouwd.
In de jaren 1930 werd een nieuw schip gebouwd. Bij een hevig bombardement op 5 januari 1945 op de stad werd de Martinuskerk grotendeels verwoest. Slechts de buitenmuren van het oude koor bleven overeind. Twee misdienaren van 14 en 15 jaar wilden samen met de kapelaan liturgische voorwerpen in veiligheid bergen toen neerstortende muren de beide jongens begroeven onder het puin. Samen met andere slachtoffers van het bombardement werden ze begraven op het kerkhof van het klooster Ebernach. Aan de muur in de kerk hangt een eenvoudig en ontroerend herdenkingskruis.
De wederopbouw van de Sint-Martinuskerk vond plaats in de jaren 50.

## Afbeeldingen

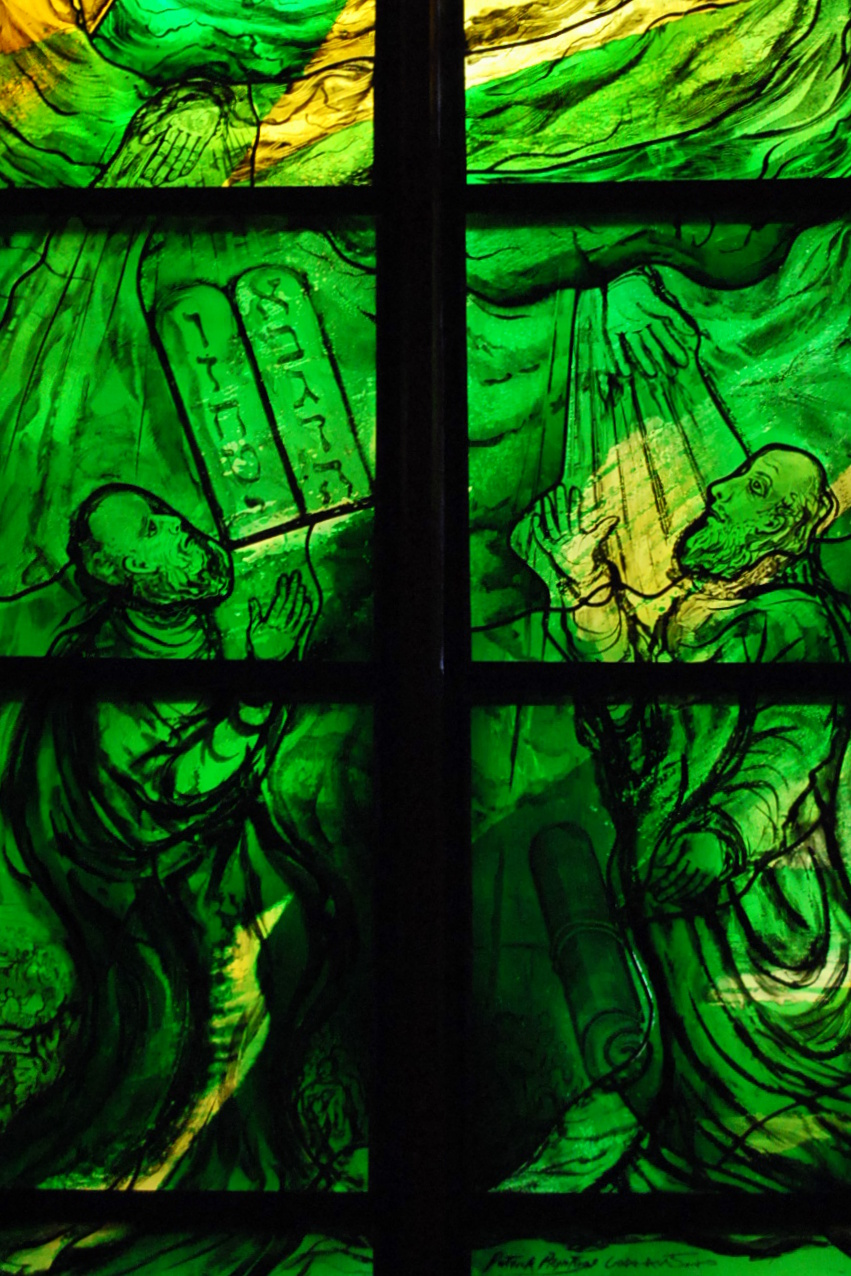
Detail raam
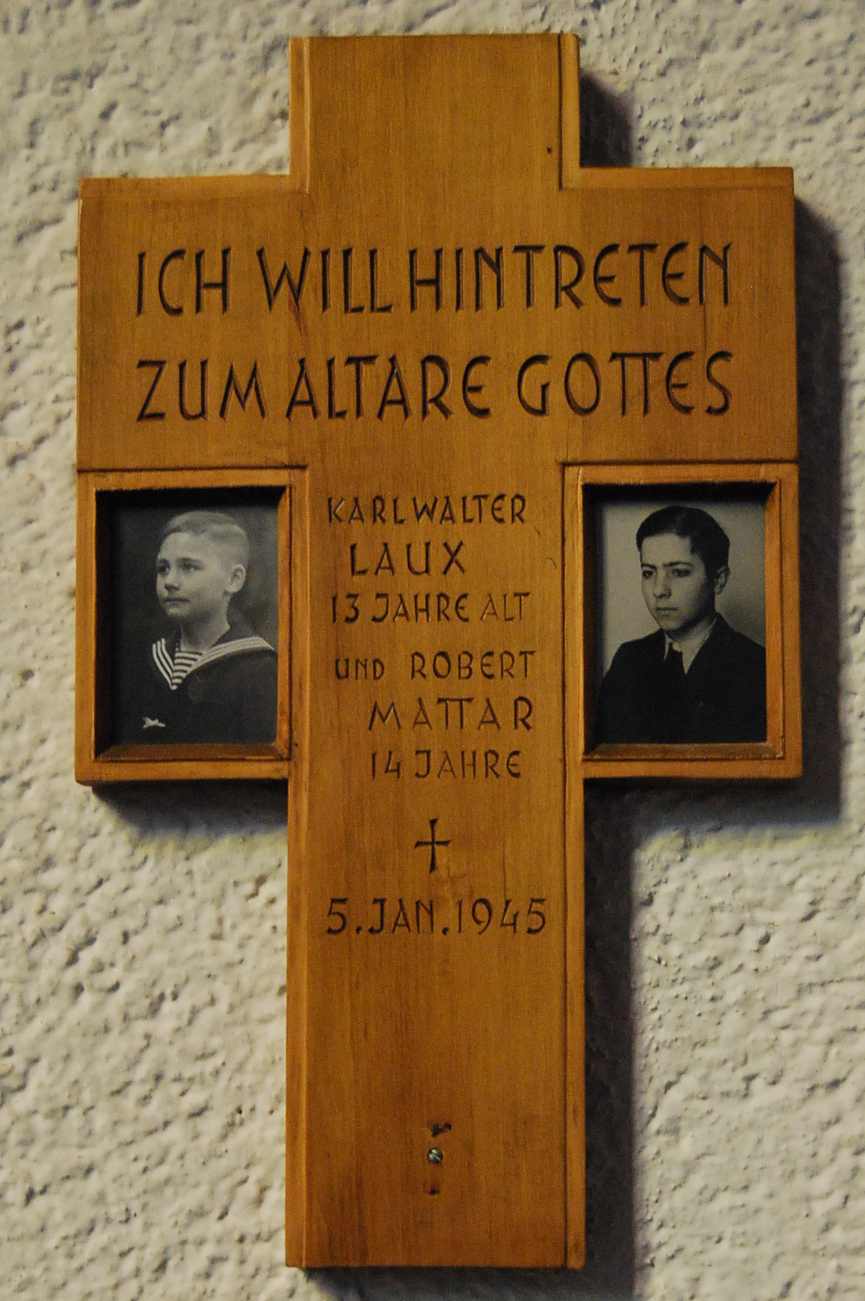
Herdenkingskruis
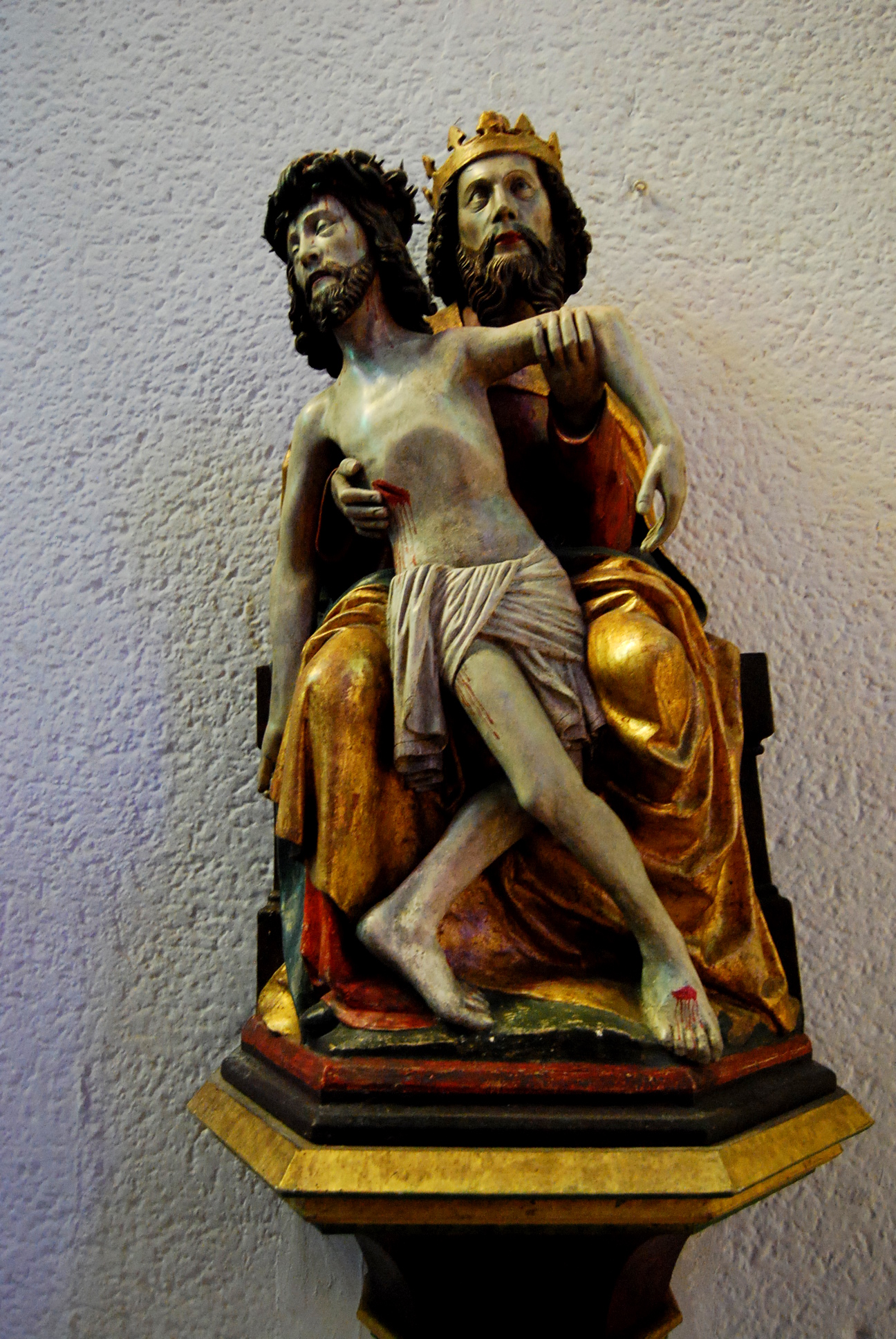
Beeld van de Vader en de Zoon
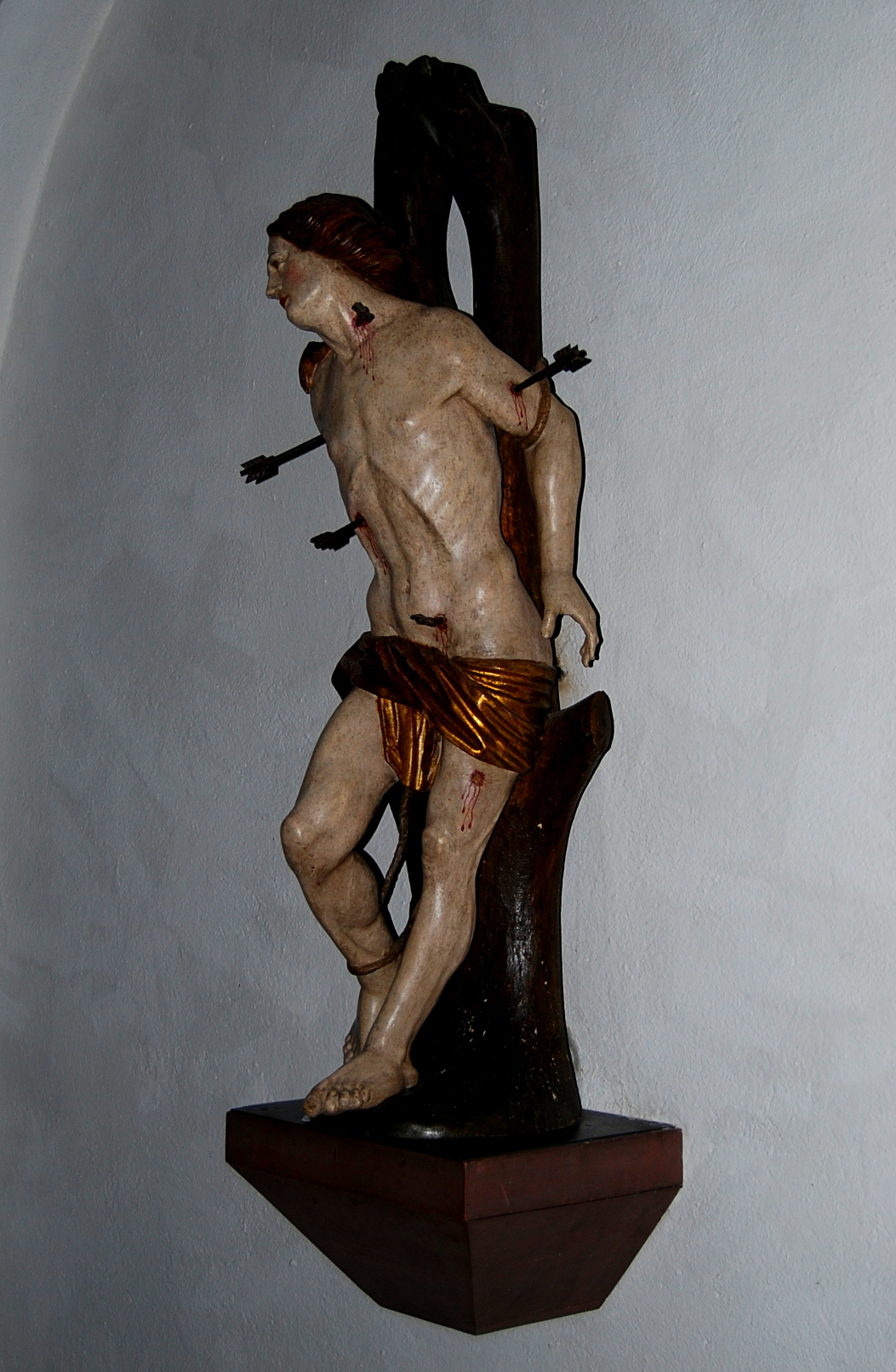
Beeld van de heilige Sebastiaan